# اوسلو اسپورویر
اوسلو اسپورویر (انگلیسی: Oslo Sporveier) شرکت دولتی ترابری نروژی است، که در سال ۱۹۲۴ تأسیس شد.